# Третій Константинопольський собор
41°00′45″ пн. ш. 28°58′48″ сх. д. / 41.0125° пн. ш. 28.98° сх. д.

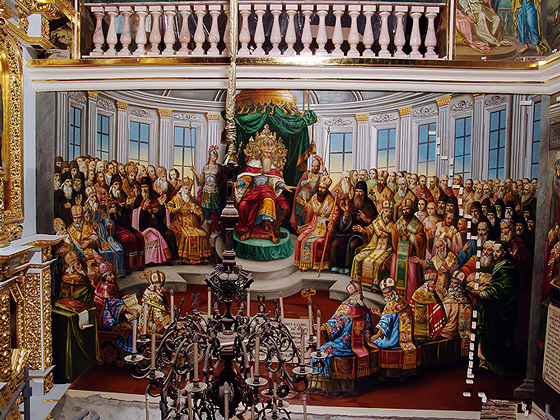
Шостий Вселенський Собор. Розпис в Успенському соборі Києво-Печерської лаври.

Тре́тій Константино́польський собо́р або Шостий Вселенський собор — вселенський собор християнської церкви, скликаний імператором Костянтином IV у 680—681 роках у Константинополі, щоб засудити вчення моноенергістів і монофелітів. Рішенням собору відомий монофеліт Антіохійський патріарх Макарій І був засуджений та зміщений з посади, а папа Гонорій I посмертно був підданий анафемі.

## Передісторія
У 638 патріарх Константинопольський Сергій І переконав імператора Іраклія, що вчення про одну волю і одну дію у Христі більш узгоджене з Переданням церкви, ніж вчення про дві волі й дві дії. 
Бажаючи примиритися з монофізитами і навернути їх до Православної церкви, імператор Іраклій затвердив монофелітство офіційно своїм указом. Це рішення схвалив патріарх Сергій і його наступники тривалий час підтримували монофелітство.
Проти вчення виступив чернець і впливовий проповідник Максим Сповідник, який переконав Папу Мартина І засудити монофелітство як єресь на Латеранському соборі 649 року, за що пізніше Максим і Мартин були репресовані.
Спроба імператора Іраклія та його наступників примиритися з монофізитами і силою затвердити компромісну версію монофелітів виявилася невдалою і призвела лише до напруження в стосунках із Західною Церквою. Зрештою, офіційне прийняття монофелітства не принесло бажаного миру, а лише до гострих суперечок, для розв'язання яких був скликаний новий Вселенський Собор.

## Скликання собору та представництво делегатів
Ініціатором скликання синоду був імператор Костянтин IV, запрошуючи делегатів, він писав Римському Папі Агафону:
|  | Прошу надіслати благопотребних і здібних чоловіків, які мають пізнання у всьому богонатхненному Писанні і мають бездоганне знання догматів, чоловіків, які принесли б з собою потрібні книги. |

Шостий Вселенський собор став найдовшим з усіх соборів: Собор відкрився 7 листопада 680 року, а завершився 16 вересня 681 року. Кількість учасників синоду постійно зростало: відкривали собор 43 єпископи, на останньому засіданні було вже 174 делегати, серед яких були Константинопольський та Антіохійський патріархи і три легати Римського Папи. При складання правил були присутніми 240 учасників. Сам імператор був присутнім на перших 11-ти засіданнях і на останньому 18-му, де підписався під соборними протоколами з формулюванням «читав і схвалив».

## Перебіг синоду
Головним предметом собору стали суперечки навколо вчення монофелітів, які вважали, що Ісус Христос, маючи божественну і людську природу, мав, однак, лише божественну волю і дію.
Один з учасників собору, чернець Поліхромій, щоб переконати присутніх у правильності вчення монофелітів, пообіцяв воскресити мертвого. При великому зібранні народу чудо не сталося, що також посприяло засудженню монофелітів. Зокрема, Антіохійський патріарх Макарій І, який сповідував монофелітство, був засуджений та зміщений з посади.
Зрештою, Третій Константинопольський собор засудив і відкинув вчення монофелітів як єресь, і ухвалив визнавати в Ісусові Христі два єства: Божественне й людське — і за цими двома єствами — дві волі; проте так, що людська воля в Христі не противна, а покірна Його божественній волі.
Серед рішень собору було засудження і піддання анафемі папи Гонорія I (†638), свого часу, відомого прихильника монофілітів, який помер ще за сорок років до синоду.